# トレマーズ コールドヘル
『トレマーズ コールドヘル』（原題：Tremors: A Cold Day in Hell）は、2018年に発売されたオリジナルビデオ。『トレマーズ ブラッドライン』に引き続きドン・マイケル・ポールが監督を務め、2018年5月1日にDVD・Blu-rayが発売され、同時にNetflixでも配信された。

## ストーリー
バート・ガンマーは長年の納税申告に不備があったとして財産を全て差し押さえられてしまい、途方に暮れていたところに息子トラヴィスと再会する。そこにカナダ・ヌナブト準州にいるシムズ博士から「北極にグラボイドが出現した」と連絡が入り、2人はカナダに向かう。しかし、マックの飛行機で研究所に向かう途中でアスブラスターに襲われ緊急着陸する。3人は研究所に到着してシムズと会うが、その際にバートは第1作で共にグラボイドと闘ったバルとロンダの娘バレリーと出会う。そこにアスブラスターが襲来し、バートは逃げ出そうとして襲われたフレッチ博士を助け出すが、身体に違和感を感じて倒れ込んでしまう。バートは手術を受けて一命をと取り留めるが、かつてグラボイドに飲み込まれた際に寄生虫に感染し、命を失う危険性があることが判明する。トラヴィスはバートを救うため、シムズたちと協力してグラボイドを生け捕りにして抗体を手に入れようとする。
フレッチは再び研究所から逃げ出そうとしてグラボイドに殺され、研究所の隣で水の浄化調査を行っていたDARPAのカッツたちも助けを求めて研究所に駆け込んでくる。トラヴィスは囮のバイクを使って1体のグラボイドを仕留め、バートたちは格納庫に向かい、電気柵を使用して2体目のグラボイドを倒すことに成功する。しかし、再びバートが発作を起こして倒れてしまい、トラヴィスたちは研究所に戻り残り1体のグラボイドを生け捕りにしようと罠を仕掛ける。グラボイドを捕獲したトラヴィスは抗体を手に入れてバートを救い、同時にカッツから救出と引き換えにバートの財産の返還と税金の永久免除を約束させる。カッツは捕獲したグラボイドを生物兵器に転用しようと考えるが、回復したバートによってグラボイドは爆破されてしまう。

## キャスト
※括弧内は日本語吹替
- バート・ガンマー - マイケル・グロス（沢木郁也）
- トラヴィス・B・ウェルカー - ジェイミー・ケネディ（菅原雅芳）
- リタ・シムズ博士 - タニア・ヴァン・グラーン（英語版）（東内マリ子）
- バレリー・マッキー - ジェイミー＝リー・マニー（堀越知恵）
- ハート・ハンセン - キロシャン・ネイドゥー
- アクラーク - キーノ＝リー・ヘクター
- スワックハンマー - ロブ・ヴァン・ヴーレン
- マック - アドリアン・ピアース
- チャールズ・フレッチ博士 - フランチェスコ・ナッシンベニ
- カッツ - ポール・ド・トゥイト
- ヴァーガス（研究員） - クリスティ・ペルノ（内海安希子）
- シルク・ダーネン博士 - ジジェナ・アプトン（藤田曜子）

## 製作
2016年9月20日、マイケル・グロスがFacebookで『トレマーズシリーズ』の新作を製作中であることを公表した。2017年1月下旬から撮影が開始された。当初はブルガリアの山々で撮影する予定だったが同国最大規模の吹雪に見舞われたため、ロケ地は南アフリカ共和国に変更された。撮影は『トレマーズ ブラッドライン』と同じくケープタウンで行われた。オープニングシーンは砂漠で撮影され、ビデオ処理で雪が降っているように加工している。砂漠で撮影したことにより、劇中では「気候変動により砂漠化した」と設定された。グラボイドの登場シーンの多くはCGIを使用している。

## 評価
Rotten Tomatoesでは5件の批評が寄せられ、支持率40%となっている。The SciFi Movie Pageのティム・ジャンソンは2/5の星を与え、「『トレマーズ』の続編（前日譚も含めて）はどれもオリジナルに遠く及ばないが、その中でも『コールドヘル』は一層酷い。この眠りを誘う退屈な祭りは、バートの過剰な尊大さや気難しさを以てしても救うことが出来ない」と批評している。ブラッディ・ディスガスティングのフレッド・トープルは3.5/5の星を与え、舞台を北極圏に設定したことについて「モンスターの攻撃力を損なうことなく設定を変更させた」と批評し、キャスト（特にマイケル・グロスとジェイミー＝リー・マニー）の演技を賞賛した。